# Calotomus
Calotomus là một chi cá biển thuộc họ Cá mó. Các loài trong chi này có phạm vi phân bố rộng khắp các vùng biển thuộc Ấn Độ Dương - Thái Bình Dương, riêng C. carolinus còn được ghi nhận ở cả Đông Thái Bình Dương.

## Từ nguyên
Từ định danh của chi được ghép bởi hai từ trong tiếng Hy Lạp cổ đại: calo (κάλλος, "xinh đẹp") và tomos (τόμος, "lát cắt"), không rõ hàm ý, có lẽ đề cập đến những chiếc răng "đều nhau được sắp thành hàng ở cả hai hàm" của C. xenodon (= carolinus).

## Hình thái học
Khác với những chi cá mó còn lại, răng của Calotomus không hợp thành phiến nên có thể bị nhầm lẫn với những loài họ Cá bàng chài. Calotomus bao gồm những loài dị hình giới tính. Cơ thể của chúng thường có màu xanh lục hoặc nâu đỏ.

## Sinh thái học
Calotomus là những loài lưỡng tính tiền nữ (cá đực là từ cá cái biến đổi giới tính).

## Các loài
Có 6 loài được công nhận là hợp lệ trong chi này, nếu tính luôn một loài hóa thạch:
- Calotomus carolinus (Valenciennes, 1840)
- Calotomus japonicus (Valenciennes, 1840)
- Calotomus spinidens (Quoy & Gaimard, 1824)
- Calotomus viridescens (Rüppell, 1835)
- Calotomus zonarchus (Jenkins, 1903)

C. preisli, một loài hóa thạch có niên đại từ thế Trung Miocen, đã được thu thập tại Áo.